# عصابة عظيمة (فلم)
عصابةُ عظيمة هو فيلم مصري بدأ عرضه في 4 يناير 2024. ضمن موسم رأس السنة الذي ضم أفلامًا أخرى مثل ليه تعيشها لوحدك.

## قصة الفيلم
كريم (كريم عفيفي) شخص يُورط عائلته في عدد من المشاكل، ويدير الشركة التي تمتلكها عائلته، وتتعرض الأسرة لأزمات من القروض التي تحصل عليها. يُشّكل مع والدته الكفيفة، السيدة عظيمة (إسعاد يونس) عصابة، ويحاولون حل مشاكلهم، واستعادة حقوقهم.

## إنتاج الفيلم
ألّف الفيلم هاجر الإبياري، وأخرجه وائل إحسان، وهو من بطولة إسعاد يونس، وكريم عفيفي، ومحمد محمود، وعنبة، وفرح الزاهد، ورنا رئيس، مع مشاركة ضيوف شرف مثل محمد ثروت، وعارفة عبد الرسول.
قدم أحمد سعد، وبهاء سلطان الأغنية الدعائية للفيلم باسم فالصو.
أنتجت الفيلم بطلته إسعاد يونس، وهو أول ظهور لها كممثلة في السينما بعد فيلم 200 جنيه عام 2021.

## إيرادات الفيلم
حقق الفيلم في المملكة العربية السعودية إيرادات بلغت 1.2 مليون دولار (4.5 مليون ريال).وحقق في مصر إيرادات بلغت 4,375,631 جنيه مصري. ورُفع من دور العرض مع بداية شهر رمضان في 11 مارس 2024.